# Akola

Akola, no estado de Maharashtra

Akola é uma cidade em Maharashtra, na Índia.

## População
Em 2007, a cidade tinha 443,184 habitantes.